# Juri Nikiforowitsch Danilow

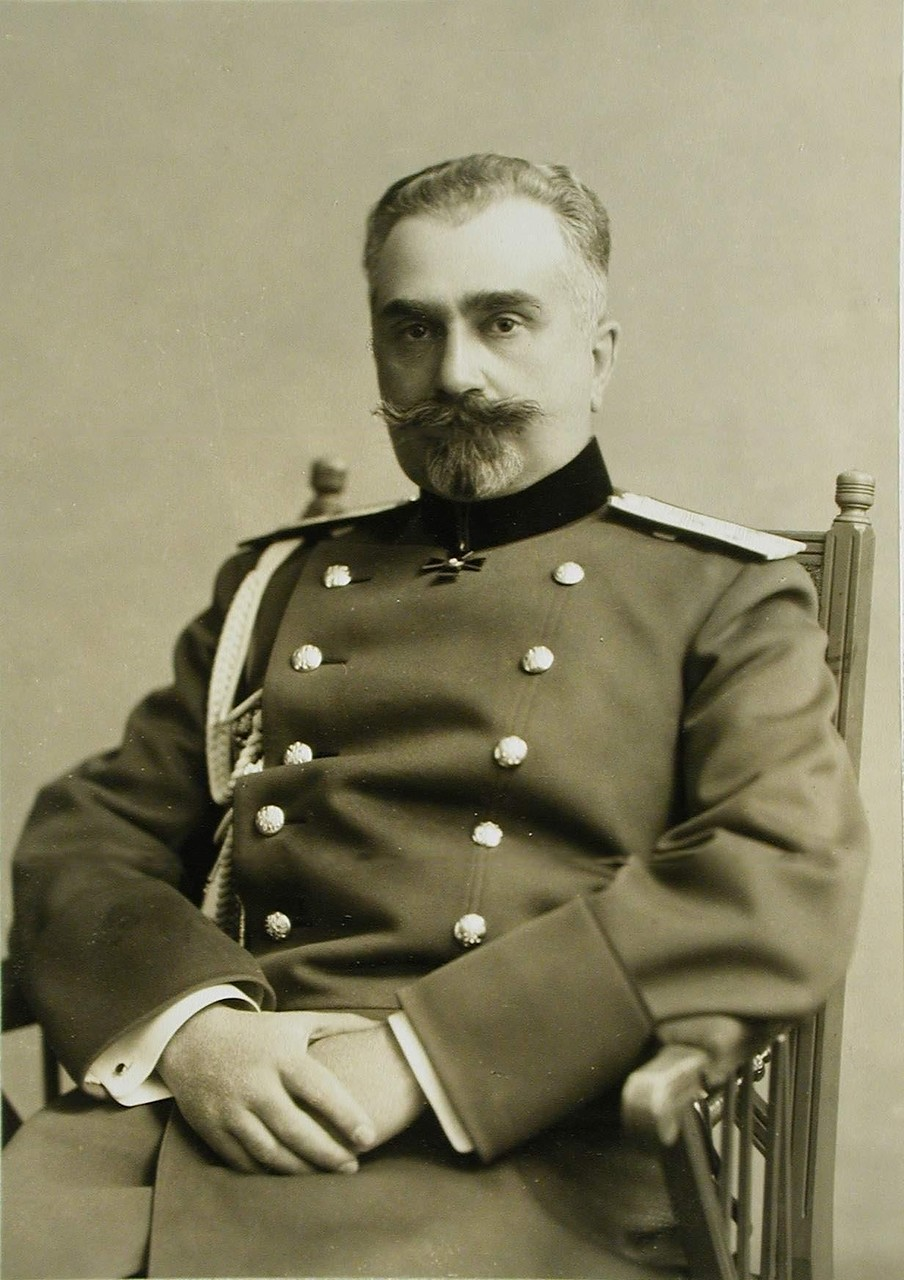
Juri Danilow

Juri Nikiforowitsch Danilow (russisch Юрий Никифорович Данилов; * 13. Augustjul. / 25. August 1866greg. in Kiew, Russisches Kaiserreich; † 3. Februar 1937 in Paris) war ein russischer Offizier, zuletzt General der Infanterie.

## Leben
Danilow wurde als Sohn einer adligen Familie aus dem Gouvernement Kiew geboren und trat 1879 ins Kiewer Kadettenkorps ein. Nach seinem Abschluss 1883 kam er zur Artillerieschule, die er 1886 als Leutnant abschloss. Von 1889 bis 1892 besuchte er die Nikolaus-Generalstabsakademie in Sankt Petersburg und graduierte mit Auszeichnung. Von 1894 bis 1898 diente er als Stabsoffizier im Kiewer Militärbezirk und erreichte 1899 den Rang eines Oberstleutnants, während er in der Petersburger Mobilmachungsabteilung arbeitete. Von 1904 bis 1905 war er Abteilungsleiter im Generalstab. Anschließend diente er im Festungskomitee sowie als erster Assistent des Oberquartiermeisters der Hauptabteilung im Generalstab und bekleidete von 1908 bis 1909 selbst dieses Amt. Ab 1909 diente er als Generalquartiermeister und war Hauptautor des „Plans 19“, des russischen Mobilmachungsplans. Zugleich diente er ab 1910 als Vorsitzender der Festungskommission.
Im Ersten Weltkrieg bekleidete Danilow das Amt des Generalquartiermeisters des Hauptquartiers des Kommandos des Obersten Befehlshabers. Unter dem Oberbefehlshaber Großfürst Nikolai Nikolajewitsch arbeitete er den Angriffsplan für die Schlacht an der Weichsel aus. Hierfür erhielt er vom Zaren persönlich den Orden des Heiligen Georgs IV. Klasse. Nachdem Nikolaus II. im September 1915 den persönlichen Oberbefehl übernommen hatte, erhielt er den Befehl über das 25. Armeekorps. Von August 1916 bis Mai 1917 hatte er das Amt des Chefs des Generalstabs der Nordfront inne und wurde anschließend zum Oberbefehlshaber der 5. Armee ernannt. Im September 1917 wurde er in die Reserve des Petrograder Militärbezirks versetzt.
Nach der Oktoberrevolution bot er Anfang 1918 seine Dienste der Roten Armee an und war Mitglied einer Gruppe von Militärexperten bei den Friedensverhandlungen von Brest-Litowsk. Dabei setzte er sich erfolglos gegen die Unterzeichnung des Friedensvertrags zu den Bedingungen der Mittelmächte ein und trat nach der Unterzeichnung des Vertrages zurück. Er ging zurück in die Ukraine und schloss sich schließlich der weißen Freiwilligenarmee an. Nach dem Sieg der Roten im Bürgerkrieg emigrierte er über Konstantinopel nach Paris. Hier veröffentlichte er mehrere Werke über die russische Armee im Ersten Weltkrieg und eine Biographie des Großfürsten Nikolai Nikolajewitsch.

## Schriften
- Russland im Weltkriege 1914–1915. Frommannsche Buchhandlung, Jena 1925.
- Dem Zusammenbruch entgegen. Ein Abschnitt aus der letzten Epoche der russischen Monarchie. Hahnsche Buchhandlung, Hannover 1928.
- Grossfürst Nikolai Nikolajewitsch: Sein Leben und Wirken. Berlin 1930.